# Klein Wieblitz
Klein Wieblitz ist ein Ortsteil der Hansestadt Salzwedel im Altmarkkreis Salzwedel in Sachsen-Anhalt.

## Geographie
Das altmärkische Dorf Klein Wieblitz liegt etwa sechs Kilometer westsüdwestlich von Salzwedel. Nördlich des Dorfes fließt die Salzwedeler Dumme.

## Geschichte

### Mittelalter bis Neuzeit
Das frühere Rundplatzdorf wurde nach dem Brand von 1837 stark verändert aufgebaut und später nach Norden und Südosten erweitert.
Die erste Erwähnung stammt aus dem Jahre 1349. Ein Hof im Dorf Wieblitz wurde als in parua villa wybelysse genannt, als von Henning und Busso Crucemann diesen an das Heiliggeist-Kloster in Salzwedel verkauften. 1350 heißt es in parua wibelisse. Im Landbuch der Mark Brandenburg von 1375 wird das Dorf als Luͤtken Wibelitze mit 11 Hufen aufgeführt. Weitere Nennungen sind 1600 Lütke Wiebelitz, 1687 Lütken Wiebelitz und 1802 Klein Wiebelitz.

### Wieblitzer Mühle
Im Jahre 1322 wird die Mühle in Wieblitz als in Molendino wybelitz erwähnt. Hempo von dem Knesebeck verpfändete einen Scheffel Getreidezins aus der Mühle dem Kloster Diesdorf. Der Historiker Peter P. Rohrlach schreibt: betrifft wohl Klein Wieblitz, da die Mühle dort schon 1587 genannt ist.
Die Wieblitzer Mühle war eine Wassermühle an der Dumme. Die Mühle wurde nicht als Wohnplatz in Ortsverzeichnissen ausgewiesen. Peter P. Rohrlach meint, dass die Mühle früher zur Gemeinde Bombeck gehört habe. Aufgrund diverser Grundstückstausche im Jahre 1939 zwischen Bombeck und Klein Wieblitz ist die Annahme nicht ganz auszuschließen. Aus dem Grenzverlauf der Karten von 1932 und 2003 gehörte der Wohnplatz zu Klein Wieblitz.

### Eingemeindungen
Ursprünglich gehörte das Dorf zum Salzwedelischen Kreis der Mark Brandenburg in der Altmark. Zwischen 1807 und 1813 lag es im Stadtkanton Salzwedel auf dem Territorium des napoleonischen Königreichs Westphalen. Ab 1816 gehörte die Gemeinde zum Kreis Salzwedel, dem späteren Landkreis Salzwedel.
Am 20. Juli 1950 wurden die Gemeinden Klein Wieblitz und Groß Wieblitz im Landkreis Salzwedel zur Gemeinde Wieblitz zusammengeschlossen. Am 1. August 1972 wurden die Gemeinden Wieblitz und Eversdorf zur Gemeinde Wieblitz-Eversdorf zusammengeschlossen. Wieblitz wurde damit aufgelöst. Groß Wieblitz und Kleinwieblitz wurden Ortsteile von Wieblitz-Eversdorf. Wieblitz-Eversdorf wurde am 1. Januar 2011 per Gesetz aufgelöst. Klein Wieblitz wurde als Ortsteil nach Salzwedel eingemeindet. Der Ortsteil gehört zu keiner Ortschaft.

### Einwohnerentwicklung
| Jahr | Einwohner |
| ---- | --------- |
| 1734 | 058       |
| 1774 | 117       |
| 1789 | 088       |
| 1798 | 079       |
| 1801 | 048       |
| 1818 | 101       |

| Jahr | Einwohner |
| ---- | --------- |
| 1840 | 127       |
| 1864 | 164       |
| 1871 | 153       |
| 1885 | 148       |
| 1892 | [00]137   |
| 1895 | 157       |

| Jahr | Einwohner |
| ---- | --------- |
| 1900 | [00]150   |
| 1905 | 153       |
| 1910 | [00]163   |
| 1925 | 162       |
| 1939 | 137       |
| 1946 | 187       |

| Jahr | Einwohner |
| ---- | --------- |
| 2010 | [00]74    |
| 2014 | [00]78    |
| 2015 | [00]77    |
| 2020 | [00]67    |
| 2021 | [0]67     |
| 2022 | [0]68     |
| 2023 | [0]65     |

Quelle, wenn nicht angegeben, bis 1946:

## Religion
Die evangelische Kirchengemeinde Klein Wieblitz gehörte früher zur Pfarrei Bombeck. Heute gehören die Evangelischen aus Klein Wieblitz zur Kirchengemeinde Bombeck, die betreut wird vom Pfarrbereich Osterwohle-Dähre im Kirchenkreis Salzwedel im Bischofssprengel Magdeburg der Evangelischen Kirche in Mitteldeutschland.

## Kultur und Sehenswürdigkeiten
- Die evangelische Dorfkirche Klein Wieblitz ist ein chorloser Bau aus Fachwerk mit Backsteinausfachungen. Der Eingang erfolgt von Süden aus, die Wetterfahne stammt von 1885.[1] Auf dem Messtischblatt von 1932 wird sie als Kapelle bezeichnet.[11]
- Der alte aufgelassene Friedhof befindet sich auf dem Kirchhof.
- Der Ortsfriedhof liegt am südwestlichen Ortsausgang.
- In der Fachwerkkirche befindet sich eine steinerne Gedenktafel für die Gefallenen des Ersten Weltkrieges.[25]
- In Klein Wieblitz gibt es ein Dorfgemeinschaftshaus mit 50 Plätzen.[19]